# آرامگاه سید گلبازخان
مقبره سید گلبازخان مربوط به دوره پهلوی اول - ۸۰ سال است و در کرمان، میدان مشتاق، خیابان ۱۷ شهریور، بعد از چهار راه انقلاب، نبش کوچه شماره ۵ واقع شده و این اثر در تاریخ ۷ اسفند ۱۳۸۶ با شمارهٔ ثبت ۲۱۴۹۸ به‌عنوان یکی از آثار ملی ایران به ثبت رسیده است.